# Llista d'asteroides/114101–114200
| Nom                | Designació provisional | Data de descobriment | Lloc de descobriment | Descobridor/s  |
| ------------------ | ---------------------- | -------------------- | -------------------- | -------------- |
| 114101 -           | 2002 VU41              | 5 de novembre, 2002  | Palomar              | NEAT           |
| 114102 -           | 2002 VZ41              | 5 de novembre, 2002  | Palomar              | NEAT           |
| 114103 -           | 2002 VA42              | 5 de novembre, 2002  | Palomar              | NEAT           |
| 114104 -           | 2002 VH42              | 5 de novembre, 2002  | Palomar              | NEAT           |
| 114105 -           | 2002 VQ42              | 6 de novembre, 2002  | Socorro              | LINEAR         |
| 114106 -           | 2002 VW43              | 4 de novembre, 2002  | Kitt Peak            | Spacewatch     |
| 114107 -           | 2002 VK44              | 4 de novembre, 2002  | Haleakala            | NEAT           |
| 114108 -           | 2002 VR44              | 4 de novembre, 2002  | Haleakala            | NEAT           |
| 114109 -           | 2002 VS45              | 5 de novembre, 2002  | Palomar              | NEAT           |
| 114110 -           | 2002 VF47              | 5 de novembre, 2002  | Anderson Mesa        | LONEOS         |
| 114111 -           | 2002 VL47              | 5 de novembre, 2002  | Anderson Mesa        | LONEOS         |
| 114112 -           | 2002 VR47              | 5 de novembre, 2002  | Socorro              | LINEAR         |
| 114113 -           | 2002 VS47              | 5 de novembre, 2002  | Socorro              | LINEAR         |
| 114114 -           | 2002 VD48              | 5 de novembre, 2002  | Socorro              | LINEAR         |
| 114115 -           | 2002 VK48              | 5 de novembre, 2002  | Socorro              | LINEAR         |
| 114116 -           | 2002 VT48              | 5 de novembre, 2002  | Anderson Mesa        | LONEOS         |
| 114117 -           | 2002 VX48              | 5 de novembre, 2002  | Anderson Mesa        | LONEOS         |
| 114118 -           | 2002 VC49              | 5 de novembre, 2002  | Anderson Mesa        | LONEOS         |
| 114119 -           | 2002 VH49              | 5 de novembre, 2002  | Anderson Mesa        | LONEOS         |
| 114120 -           | 2002 VJ49              | 5 de novembre, 2002  | Anderson Mesa        | LONEOS         |
| 114121 -           | 2002 VU49              | 5 de novembre, 2002  | Anderson Mesa        | LONEOS         |
| 114122 -           | 2002 VW49              | 5 de novembre, 2002  | Anderson Mesa        | LONEOS         |
| 114123 -           | 2002 VX49              | 5 de novembre, 2002  | Anderson Mesa        | LONEOS         |
| 114124 -           | 2002 VB50              | 5 de novembre, 2002  | Anderson Mesa        | LONEOS         |
| 114125 -           | 2002 VC50              | 5 de novembre, 2002  | Anderson Mesa        | LONEOS         |
| 114126 -           | 2002 VG50              | 5 de novembre, 2002  | Anderson Mesa        | LONEOS         |
| 114127 -           | 2002 VL50              | 5 de novembre, 2002  | Anderson Mesa        | LONEOS         |
| 114128 -           | 2002 VZ50              | 6 de novembre, 2002  | Anderson Mesa        | LONEOS         |
| 114129 -           | 2002 VC51              | 6 de novembre, 2002  | Anderson Mesa        | LONEOS         |
| 114130 -           | 2002 VZ52              | 6 de novembre, 2002  | Socorro              | LINEAR         |
| 114131 -           | 2002 VE53              | 6 de novembre, 2002  | Socorro              | LINEAR         |
| 114132 -           | 2002 VH54              | 6 de novembre, 2002  | Socorro              | LINEAR         |
| 114133 -           | 2002 VM55              | 6 de novembre, 2002  | Socorro              | LINEAR         |
| 114134 -           | 2002 VX55              | 6 de novembre, 2002  | Socorro              | LINEAR         |
| 114135 -           | 2002 VM56              | 6 de novembre, 2002  | Anderson Mesa        | LONEOS         |
| 114136 -           | 2002 VU56              | 6 de novembre, 2002  | Socorro              | LINEAR         |
| 114137 -           | 2002 VM57              | 6 de novembre, 2002  | Haleakala            | NEAT           |
| 114138 -           | 2002 VS57              | 6 de novembre, 2002  | Haleakala            | NEAT           |
| 114139 -           | 2002 VZ58              | 7 de novembre, 2002  | Socorro              | LINEAR         |
| 114140 -           | 2002 VF59              | 1 de novembre, 2002  | Socorro              | LINEAR         |
| 114141 -           | 2002 VX60              | 4 de novembre, 2002  | Haleakala            | NEAT           |
| 114142 -           | 2002 VB62              | 5 de novembre, 2002  | Socorro              | LINEAR         |
| 114143 -           | 2002 VC62              | 5 de novembre, 2002  | Socorro              | LINEAR         |
| 114144 -           | 2002 VK62              | 5 de novembre, 2002  | Socorro              | LINEAR         |
| 114145 -           | 2002 VQ62              | 5 de novembre, 2002  | Anderson Mesa        | LONEOS         |
| 114146 -           | 2002 VT62              | 5 de novembre, 2002  | Anderson Mesa        | LONEOS         |
| 114147 -           | 2002 VE63              | 6 de novembre, 2002  | Anderson Mesa        | LONEOS         |
| 114148 -           | 2002 VZ63              | 6 de novembre, 2002  | Anderson Mesa        | LONEOS         |
| 114149 -           | 2002 VJ64              | 6 de novembre, 2002  | Socorro              | LINEAR         |
| 114150 -           | 2002 VS64              | 7 de novembre, 2002  | Anderson Mesa        | LONEOS         |
| 114151 -           | 2002 VD65              | 7 de novembre, 2002  | Socorro              | LINEAR         |
| 114152 -           | 2002 VK65              | 7 de novembre, 2002  | Socorro              | LINEAR         |
| 114153 -           | 2002 VB66              | 7 de novembre, 2002  | Kingsnake            | J. V. McClusky |
| 114154 -           | 2002 VB67              | 6 de novembre, 2002  | Socorro              | LINEAR         |
| 114155 -           | 2002 VH67              | 7 de novembre, 2002  | Socorro              | LINEAR         |
| 114156 Eamonlittle | 2002 VH68              | 4 de novembre, 2002  | La Palma             | La Palma       |
| 114157 -           | 2002 VO68              | 7 de novembre, 2002  | Socorro              | LINEAR         |
| 114158 -           | 2002 VE70              | 7 de novembre, 2002  | Socorro              | LINEAR         |
| 114159 -           | 2002 VL70              | 7 de novembre, 2002  | Socorro              | LINEAR         |
| 114160 -           | 2002 VO70              | 7 de novembre, 2002  | Socorro              | LINEAR         |
| 114161 -           | 2002 VC71              | 7 de novembre, 2002  | Socorro              | LINEAR         |
| 114162 -           | 2002 VJ71              | 7 de novembre, 2002  | Socorro              | LINEAR         |
| 114163 -           | 2002 VR71              | 7 de novembre, 2002  | Socorro              | LINEAR         |
| 114164 -           | 2002 VW71              | 7 de novembre, 2002  | Socorro              | LINEAR         |
| 114165 -           | 2002 VB72              | 7 de novembre, 2002  | Socorro              | LINEAR         |
| 114166 -           | 2002 VW72              | 7 de novembre, 2002  | Socorro              | LINEAR         |
| 114167 -           | 2002 VX72              | 7 de novembre, 2002  | Socorro              | LINEAR         |
| 114168 -           | 2002 VK74              | 7 de novembre, 2002  | Socorro              | LINEAR         |
| 114169 -           | 2002 VT74              | 7 de novembre, 2002  | Socorro              | LINEAR         |
| 114170 -           | 2002 VW74              | 7 de novembre, 2002  | Socorro              | LINEAR         |
| 114171 -           | 2002 VX74              | 7 de novembre, 2002  | Socorro              | LINEAR         |
| 114172 -           | 2002 VB75              | 7 de novembre, 2002  | Socorro              | LINEAR         |
| 114173 -           | 2002 VH75              | 7 de novembre, 2002  | Socorro              | LINEAR         |
| 114174 -           | 2002 VN75              | 7 de novembre, 2002  | Socorro              | LINEAR         |
| 114175 -           | 2002 VE77              | 7 de novembre, 2002  | Socorro              | LINEAR         |
| 114176 -           | 2002 VK77              | 7 de novembre, 2002  | Socorro              | LINEAR         |
| 114177 -           | 2002 VL77              | 7 de novembre, 2002  | Socorro              | LINEAR         |
| 114178 -           | 2002 VE78              | 7 de novembre, 2002  | Socorro              | LINEAR         |
| 114179 -           | 2002 VC80              | 7 de novembre, 2002  | Socorro              | LINEAR         |
| 114180 -           | 2002 VE80              | 7 de novembre, 2002  | Socorro              | LINEAR         |
| 114181 -           | 2002 VK80              | 7 de novembre, 2002  | Socorro              | LINEAR         |
| 114182 -           | 2002 VP80              | 7 de novembre, 2002  | Socorro              | LINEAR         |
| 114183 -           | 2002 VP81              | 7 de novembre, 2002  | Socorro              | LINEAR         |
| 114184 -           | 2002 VW81              | 7 de novembre, 2002  | Socorro              | LINEAR         |
| 114185 -           | 2002 VA82              | 7 de novembre, 2002  | Socorro              | LINEAR         |
| 114186 -           | 2002 VC82              | 7 de novembre, 2002  | Socorro              | LINEAR         |
| 114187 -           | 2002 VJ82              | 7 de novembre, 2002  | Socorro              | LINEAR         |
| 114188 -           | 2002 VG83              | 7 de novembre, 2002  | Socorro              | LINEAR         |
| 114189 -           | 2002 VX83              | 7 de novembre, 2002  | Socorro              | LINEAR         |
| 114190 -           | 2002 VP84              | 7 de novembre, 2002  | Socorro              | LINEAR         |
| 114191 -           | 2002 VQ88              | 11 de novembre, 2002 | Socorro              | LINEAR         |
| 114192 -           | 2002 VH89              | 11 de novembre, 2002 | Socorro              | LINEAR         |
| 114193 -           | 2002 VL89              | 11 de novembre, 2002 | Socorro              | LINEAR         |
| 114194 -           | 2002 VW89              | 11 de novembre, 2002 | Socorro              | LINEAR         |
| 114195 -           | 2002 VD94              | 12 de novembre, 2002 | Socorro              | LINEAR         |
| 114196 -           | 2002 VG96              | 11 de novembre, 2002 | Anderson Mesa        | LONEOS         |
| 114197 -           | 2002 VM96              | 11 de novembre, 2002 | Socorro              | LINEAR         |
| 114198 -           | 2002 VE97              | 12 de novembre, 2002 | Socorro              | LINEAR         |
| 114199 -           | 2002 VN97              | 12 de novembre, 2002 | Socorro              | LINEAR         |
| 114200 -           | 2002 VH98              | 11 de novembre, 2002 | Socorro              | LINEAR         |